# Elwira Pluta
Elwira Pluta (ur. 24 października 1967 w Warszawie) – polska scenograf filmowa.
Absolwentka scenografii filmowej i telewizyjnej na Uniwersytecie w Kingston w 1995. Laureatka Nagrody za scenografię dwóch filmów (Magiczne drzewo oraz Wszystko co kocham) na Festiwalu Polskich Filmów Fabularnych w Gdyni w 2009.

## Wybrana filmografia
jako autorka scenografii:
- Torowisko (1999)
- Cześć Tereska (2001)
- Warszawa (2003)
- Tulipany (2004)
- Pitbull (2005)
- Czeka na nas świat (2006)
- Magiczne drzewo (2008)
- Wszystko co kocham (2009)
- Wymyk (2011)
- Lęk wysokości (2011)
- Stacja Warszawa (2013)
- Body/Ciało (2015)
- Pakt (2015)
- Gwiazdy (2017)
- Atak paniki (2017)
- Motyw (2019)
- Chłopi (2023)
- Biała odwaga (2024)